# Mitocybe auriportae
Mitocybe auriportae är en mångfotingart som beskrevs av Cook och Loomis 1928. Mitocybe auriportae ingår i släktet Mitocybe och familjen Andrognathidae. Inga underarter finns listade i Catalogue of Life.